# Grande Prêmio da França de 1962
Resultados do Grande Prêmio da França de Fórmula 1 realizado em Rouen-Les-Essarts a 8 de julho de 1962. Quarta etapa da temporada, a prova foi marcada pela primeira vitória na carreira do norte-americano Dan Gurney e de sua equipe, a Porsche.

## Classificação da prova
| Pos. | Nº | Piloto                  | Construtor    | Voltas | Tempo/Diferença  | Grid | Pontos |
| ---- | -- | ----------------------- | ------------- | ------ | ---------------- | ---- | ------ |
| 1    | 30 | Dan Gurney              | Porsche       | 54     | 2'07:05.5        | 6    | 9      |
| 2    | 24 | Tony Maggs              | Cooper-Climax | 53     | + 1 volta        | 11   | 6      |
| 3    | 10 | Richie Ginther          | BRM           | 52     | + 2 voltas       | 10   | 4      |
| 4    | 22 | Bruce McLaren           | Cooper-Climax | 51     | + 3 voltas       | 3    | 3      |
| 5    | 18 | John Surtees            | Lola-Climax   | 51     | + 3 voltas       | 5    | 2      |
| 6    | 38 | Carel Godin de Beaufort | Porsche       | 51     | + 3 voltas       | 17   | 1      |
| 7    | 28 | Maurice Trintignant     | Lotus-Climax  | 50     | + 4 voltas       | 13   |        |
| 8    | 14 | Trevor Taylor           | Lotus-Climax  | 48     | + 6 voltas       | 12   |        |
| 9    | 8  | Graham Hill             | BRM           | 44     | + 10 voltas      | 2    |        |
| Ret  | 32 | Jo Bonnier              | Porsche       | 43     | Cãmbio           | 9    |        |
| Ret  | 12 | Jim Clark               | Lotus-Climax  | 34     | Suspensão        | 1    |        |
| Ret  | 42 | Jackie Lewis            | Cooper-Climax | 28     | Acidente         | 16   |        |
| Ret  | 20 | Roy Salvadori           | Lola-Climax   | 21     | Pressão do óleo  | 14   |        |
| Ret  | 34 | Masten Gregory          | Lotus-BRM     | 15     | Superaquecimento | 7    |        |
| Ret  | 26 | Jack Brabham            | Lotus-Climax  | 11     | Suspensão        | 4    |        |
| Ret  | 40 | Jo Siffert              | Lotus-BRM     | 6      | Embreagem        | 15   |        |
| Ret  | 36 | Innes Ireland           | Lotus-Climax  | 1      | Punção           | 8    |        |

## Tabela do campeonato após a corrida
|    | Pos. | Piloto        | Pontos |
| -- | ---- | ------------- | ------ |
|    | 1    | Graham Hill   | 16     |
|    | 2    | Phil Hill     | 14     |
| 1  | 3    | Bruce McLaren | 12     |
| 1  | 4    | Jim Clark     | 9      |
| 18 | 5    | Dan Gurney    | 9      |

|   | Pos. | Construtor    | Pontos |
| - | ---- | ------------- | ------ |
|   | 1    | BRM           | 20     |
| 2 | 2    | Cooper-Climax | 17     |
| 1 | 3    | Lotus-Climax  | 15     |
| 1 | 4    | Ferrari       | 14     |
| 1 | 5    | Porsche       | 12     |

- Nota: Somente as primeiras cinco posições estão listadas. Apenas os cinco melhores resultados, dentre pilotos ou equipes, eram computados visando o título. Neste ponto esclarecemos: conforme o site oficial da Fórmula 1, a partir de 1962 seriam atribuídos nove pontos tanto para o piloto quanto à equipe vencedora e na tabela dos construtores figurava somente o melhor colocado dentre os carros de um time.